# Seth Glier

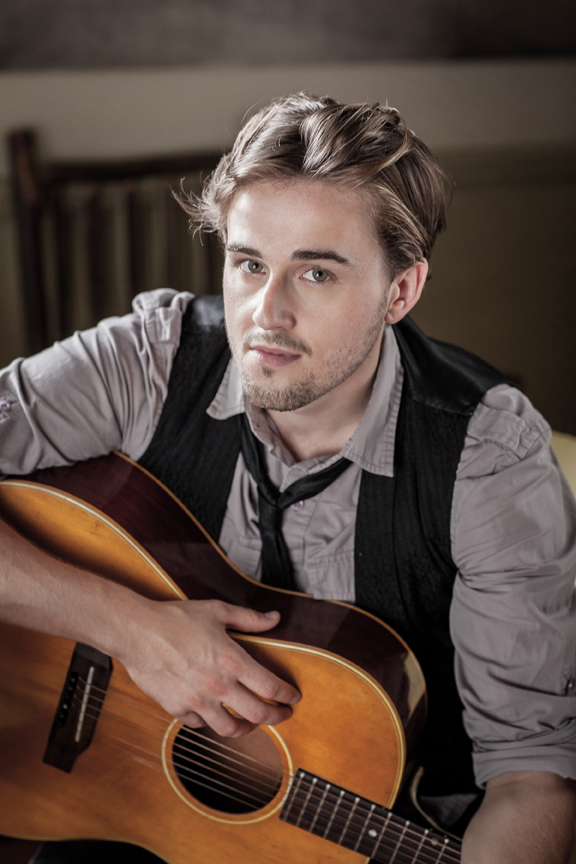
Seth Glier

Seth Glier (Shelburne Falls, Massachusetts) is een Amerikaanse singer-songwriter. Seth Glier bespeelt piano en gitaar. Hij heeft het podium gedeeld met grote namen zoals James Taylor, Ani DiFranco, Martin Sexton, Emmylou Harris en Ryan Adams.

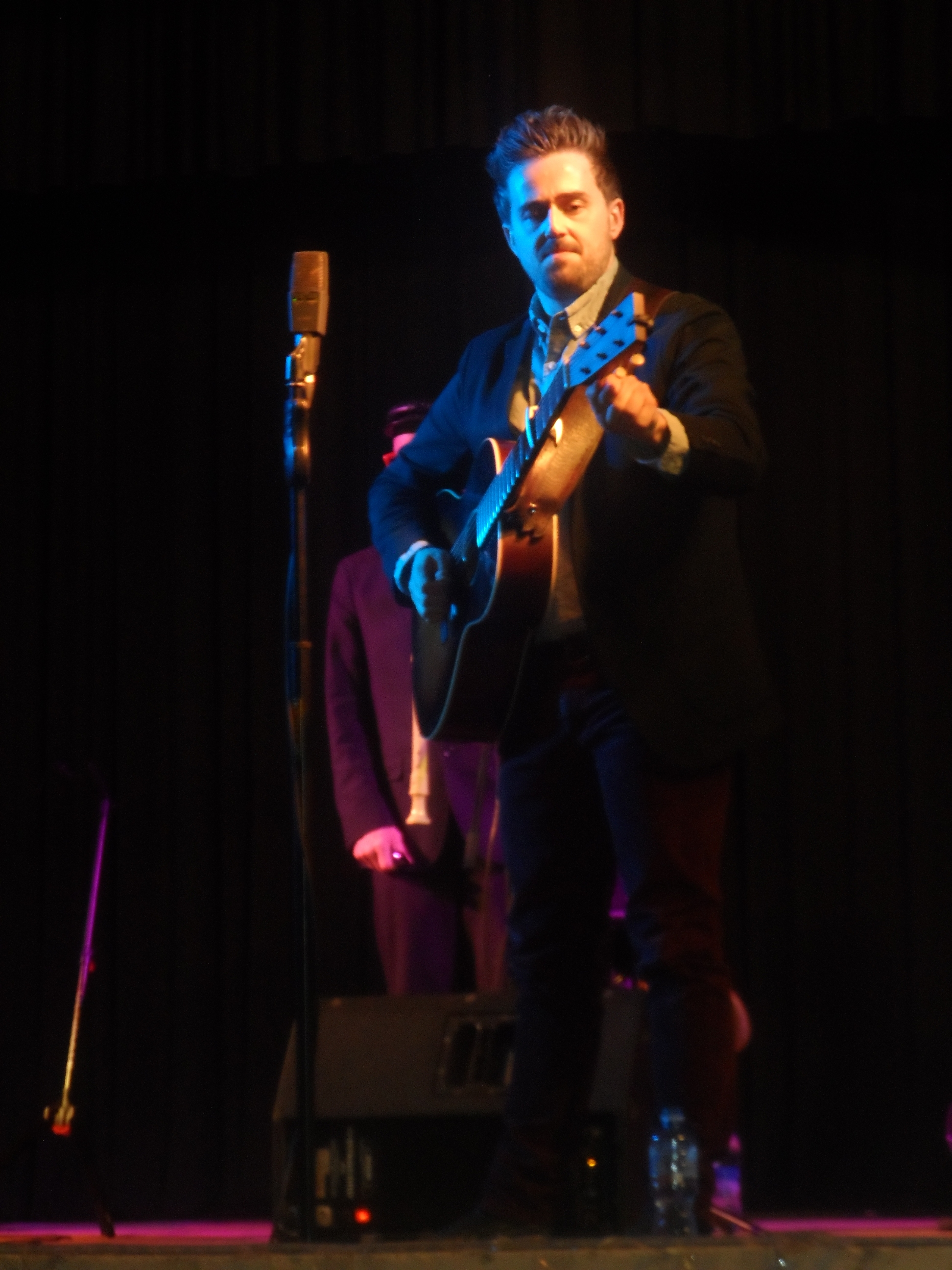

Voor zijn tweede album The Next Right Thing heeft hij een Grammy Award nominatie ontvangen in de categorie Best Engineered Album - Non-Classical. Het grootste gedeelte van dit album is opgenomen in een studio in Connecticut met uitzondering van de vocale overdubs die Glier zelf heeft opgenomen in zijn thuisstudio in Shelburne Falls.

## Discografie
Seth Glier heeft drie albums uitgebracht: 
- The Trouble with People (2009)
- The Next Right Thing (2010)
- Things I Should Let You Know